# Polaire lucht
Polaire lucht, afgekort als PL, is een luchtmassa of luchtsoort, waarvan het brongebied op een breedtegraad met een gematigd klimaat ligt. De benaming kan verwarrend zijn, omdat het brongebied niet in de poolstreken ligt, zoals dat bij arctische lucht het geval is. Omdat het brongebied zich op het noordelijke halfrond tot vrij zuidelijke breedte kan uitstrekken, wordt de benaming polaire lucht tegenwoordig wel beperkt tot het gebied rond de 60e breedtegraad en wordt de lucht uit het brongebied rond de 50e breedtegraad wel aangeduid met gematigde lucht. De begrenzing van de polaire lucht met de arctische lucht is het arctische front, terwijl de begrenzing met tropische lucht het polaire front wordt genoemd. Zowel in arctische lucht als in continentaal polaire lucht komen tijdens de winter zware sneeuwstormen voor, die in Noord-Amerika blizzards worden genoemd.
Maritiem polaire lucht mPL wordt aangevoerd over zee en is daardoor vochtig. De kans op buien neemt hiermee toe, terwijl meegevoerde lagedrukgebieden voor sterke wisselingen van windrichting en -kracht kunnen zorgen. Continentaal polaire lucht cPL is droog. In de winter is het daardoor koud, terwijl het in de zomer warm is. Met de lage vochtigheidsgraad is er weinig bewolking, maar in de winters kan wel langdurige lage bewolking ontstaan.